# Brygmophyseter
Brygmophyseter er en uddød slægt af tandhvaler fra kaskelotfamilien, den eneste art som tilhører denne slægt er Brygmophyseter shigensis. Slægten levede i Miocæn-epoken, for omkring 15 til 5 millioner år siden.
Resterne af denne gamle kaskelothval blev udgravet i 1988, i Nagano-præfekturet i Japan af Shiga-muras beboere med hjælp fra ansatte hos Shiga Fossil Museum, skelettet er næsten komplet og består blandt andet af et 140 cm langt kranium.  I modsætning til den moderne kaskelothval (Physeter macrocephalus), der kun har tænder i underkæben, havde Brygmophyseter tænder i både over- og underkæbe.